# Anovulatie
Van anovulatie wordt gesproken wanneer een vrouw in de vruchtbare fase van haar leven geen eisprong krijgt.
Ovulatie is de afgifte van een rijpe eicel uit de eierstok van een vrouw en is noodzakelijk om zwanger te worden. Anovulatie, dus afwezigheid van ovulatie, dient niet verward te worden met amenorroe: de afwezigheid van menstruatie. Anovulatoire vrouwen kunnen nog steeds enkele menstruaties hebben.
Ook in de vruchtbare leeftijd kan een vrouw incidenteel een eisprong missen. Dit kan bijvoorbeeld gebeuren door (plotselinge) stress. Wanneer een eisprong incidenteel niet optreedt is geen sprake van anovulatie. Ook wanneer een vrouw buiten de vruchtbare leeftijd geen (regelmatige) eisprong heeft, wordt niet gesproken van anovulatie.
Anovulatie kan een oorzaak zijn van onvruchtbaarheid.

## Symptomen
Meestal uit anovulatie zich in stoornissen van de menstruele cyclus zoals amenorroe (afwezigheid van menstruaties) of oligomenorroe.
Als een vrouw dagelijks haar basale temperatuurcurve (BTC) bijhoudt en daarin geen lichte verhoging optreedt omstreeks halverwege de cyclus, kan dit een aanwijzing zijn dat ze niet ovuleert.
Er bestaan ovulatietesten die vrouwen thuis kunnen uitvoeren. Deze zijn bij elke drogist verkrijgbaar, en kunnen de piek in het LH-hormoon opsporen (de "LH-piek"; zie ook het hormonaal verloop van de menstruatiecyclus). Bij een normale eisprong duurt de LH-piek zo'n 1-2 dagen. Wanneer er geen eisprong optreedt wordt ofwel helemaal geen LH-piek gevonden, of er wordt langdurig (meer dan 7 dagen achter elkaar) een verhoogde LH-spiegel gemeten.
Ook de afwezigheid van helder en dun (waterig) baarmoederhalsslijm kan een aanwijzing zijn van het ontbreken van een eisprong.

## Oorzaken
Anovulatie kan worden veroorzaakt door verschillende factoren:
1. Er is een probleem op hormonaal gebied dat wordt veroorzaakt door het niet goed werken van de hypothalamus of hypofyse. Hierdoor worden de eierstokken niet gestimuleerd door FSH en LH waardoor de eisprong uitblijft.
2. Er is een verstoorde hormonale wisselwerking tussen de hypofyse en de eierstokken, bijvoorbeeld veroorzaakt door het polycysteus ovarium syndroom (PCOS).
3. Het niet functioneren van de eierstokken, bijvoorbeeld als gevolg van voortijdige overgang.
4. Lactatie verstoort de normale cyclus.

Mogelijk speelt een verhoogde prolactine spiegel een rol; de oorzaak hiervan kan bij zowel de 1e, 2e als de 4e factor liggen.

## Diagnose
De diagnose anovulatie wordt gesteld aan de hand van een intakegesprek en een lichamelijk onderzoek van de patiënte. Er worden hormoonbepalingen in het bloed gedaan. Soms wordt een röntgenonderzoek van de schedel of een CT of MRI-scan van de hersenen uitgevoerd om te zien of er sprake is van een afwijking (bijvoorbeeld een tumor) aan de hypothalamus of de hypofyse. Door het uitvoeren van een reeks echo's van de eierstokken kan vastgesteld of de ovulatie plaats heeft gevonden. Met andere tests, zoals die naar het functioneren van de schildklier, kunnen afwijkingen aan de schildklier worden vastgesteld.

## Behandeling
Anovulatie wordt gewoonlijk behandeld door het toedienen van medicijnen. De meest voor de hand liggende behandeling is het gebruik van ovulatieopwekkende medicijnen, zoals clomifeencitraat (Clomid) of FSH-preparaten. Wanneer een tumor van de hypofyse wordt vastgesteld, kan dit door medicijnen worden behandeld of operatief worden verwijderd. In het uiterste geval kan een in-vitrofertilisatie (ivf-)behandeling worden overwogen. Alleen als er geen eicellen (meer) te verkrijgen zijn, dan zijn donoreicellen een optie.

## Frequentie
Bij paren met onvervulde kinderwens wordt in 20 - 25% van de gevallen de diagnose anovulatie gesteld.